# Задача Дирихле
Задача Дирихле́ — вид задач, появляющийся при решении дифференциальных уравнений в частных производных второго порядка. Названа в честь Петера Густава Дирихле.

## Постановка задачи
Задача Дирихле ставится следующим образом: пусть в области {\displaystyle \Omega } задано уравнение
{\displaystyle \Delta u=0.}
где {\displaystyle \Delta } — оператор Лапласа. С краевыми условиями:
{\displaystyle {\Bigl .}u{\Bigr |}_{\partial \Omega }=g(\mathbf {x} ).}
Такая задача называется внутренней задачей Дирихле или первой краевой задачей. Сами условия называются условиями Дирихле или первыми краевыми условиями. Второе название может трактоваться шире, обозначая любую задачу решения дифференциального уравнения, когда известно значение искомой функции на всей границе области. В случае, когда надо найти значения функции вне области {\displaystyle \Omega }, задача называется внешней задачей Дирихле.

## Связанные теоремы
| Теорема. Решение задачи Дирихле, внутренней или внешней, единственно |

## Аналитическое решение
Аналитически задача Дирихле может быть решена с помощью теории потенциала. Решение однородного уравнения можно представить в виде:
{\displaystyle u(\mathbf {y} )=\int _{\partial \Omega }{g(\mathbf {x} ){\frac {\partial G(\mathbf {x} ,\mathbf {y} )}{\partial n}}dx},}
где {\displaystyle G(\mathbf {x} ,\mathbf {y} )} — функция Грина для оператора Лапласа в области {\displaystyle \Omega }.

## Численное решение
Построение аналитического выражения для функции Грина в сложных областях может вызвать затруднения, поэтому для решения таких задач приходится пользоваться численными методами. Для каждого метода есть свои особенности учёта первых краевых условий:
- в методе конечных разностей для узлов на границе области записывается уравнение {\displaystyle \mathbf {q} _{i}=g(\mathbf {x} _{i})}, где {\displaystyle i} — номер соответствующего узла;
- в методе конечных элементов такие краевые условия называют главными краевыми условиями и они учитываются на этапе сборки матрицы; для всех весов, связанных с границей, уравнения заменяются на уравнения вида {\displaystyle \mathbf {q} _{i}=g(\mathbf {x} _{i})}; далее выполняется несколько шагов метода Гаусса, чтобы полученная матрица была симметричной[2].

## Физическая интерпретация
Физическая интерпретация условий Дирихле — поведение искомой величины на границе:
- температуры, если рассматривается уравнение теплопроводности;
- поля скорости, если рассматривается уравнение Стокса;
- магнитное или электрического поля, если рассматривается некоторое уравнение, получаемое из уравнений Максвелла (тогда краевые условия называют магнитными или электрическими краевыми условиями, соответственно).